# アーベル多項式
数学におけるアーベル多項式（アーベルたこうしき、英: Abel polynomials）とは、n 番目の項が
{\displaystyle p_{n}(x)=x(x-an)^{n-1}\,}
であるような多項式列を構成する多項式のことを言う。ノルウェーの数学者ニールス・アーベル（1802 - 1829）の名にちなむ。
この多項式は二項型である。反対に、二項型であるようなすべての多項式列は、陰計算によってアーベル多項式列から得られる可能性がある。

## 例
a=1 に対し、アーベル多項式列は次のようになる（オンライン整数列大辞典の数列 A137452）。
{\displaystyle p_{0}(x)=1;}
{\displaystyle p_{1}(x)=x;}
{\displaystyle p_{2}(x)=-2x+x^{2};}
{\displaystyle p_{3}(x)=9x-6x^{2}+x^{3};}
{\displaystyle p_{4}(x)=-64x+48x^{2}-12x^{3}+x^{4};}
a=2 に対しては、次のようになる。
{\displaystyle p_{0}(x)=1;}
{\displaystyle p_{1}(x)=x;}
{\displaystyle p_{2}(x)=-4x+x^{2};}
{\displaystyle p_{3}(x)=36x-12x^{2}+x^{3};}
{\displaystyle p_{4}(x)=-512x+192x^{2}-24x^{3}+x^{4};}
{\displaystyle p_{5}(x)=10000x-4000x^{2}+600x^{3}-40x^{4}+x^{5};}
{\displaystyle p_{6}(x)=-248832x+103680x^{2}-17280x^{3}+1440x^{4}-60x^{5}+x^{6};}